# Adolphe Hanoteau
Louis Joseph Adolphe Charles Constance Hanoteau (Decize, 12 giugno 1814 – Decize, 17 aprile 1897) è stato un generale e linguista francese.

## Biografia
Figlio di un ispettore della navigazione della Loira con sede a Decize, studiò dapprima al collegio reale di Moulins, e successivamente all'École polytechnique, la scuola d'eccellenza dell'esercito, da cui uscì nel 1832 nell'arma del Genio. Nel 1830 la Francia aveva intrapreso l'avventura coloniale in Algeria, ed è in questo paese che egli svolse gran parte della sua carriera militare.
Nel 1845 arrivò in Algeria col grado di capitano del Genio, ma già nel 1846 passò all'ufficio degli "Affari Arabi", in cui ebbe modo di sviluppare i propri interessi linguistici apprendendo e praticando sia l'arabo che il berbero. Dopo avere partecipato (1847) ad alcuni scontri militari, e dopo un breve periodo a Parigi, dal 1853 fece ritorno in Algeria ove rimase quasi ininterrottamente fino alla fine della sua carriera (1878). Di seguito le tappe salienti della sua esperienza militare:
- 1853: capo del bureau arabe di Médéa
- 1854 e 1856: partecipa a diverse campagne contro la Cabilia
- 1858: capo di battaglione
- 1859: comandante superiore del circondario (Cercle) di Dra-el-Mizan
- 1860: comandante superiore del circondario di Fort-Napoléon
- 1862: tenente colonnello, direttore della divisione degli Affari Arabi a Algeri
- 1866: comandante superiore del circondario di Fort-Napoléon
- 1870: generale di brigata e comandante superiore della divisione di Dellys
- 1871: partecipa alla repressione dell'insurrezione della Cabilia
- 1874: torna in Algeria dopo un breve soggiorno in Francia
- 1875: comandante superiore del circondario Orléansville
- 1878: in congedo per raggiunti limiti di età, fa ritorno alla città natale di Decize.

Adolphe Hanoteau ebbe tre figli, che si illustrarono anch'essi nella carriera militare e negli studi scientifici:
- Charles Hanoteau (1851-1883), giurista, docente di Diritto al'Università di Lione;
- Maurice Hanoteau (1856-1923), anch'egli come il padre militare del Genio, allievo dell'École Polytechnique e generale, comandante superiore del Genio in Algeria;
- Jean Hanoteau (1869-1939), militare nella sezione storica dello Stato Maggiore e autore di numerosi scritti di storia.

## Opere scientifiche
Accanto alla carriera militare, Adolphe Hanoteau coltivò anche una passione scientifica che lo portò a scrivere diverse opere ancor oggi fondamentali sulle popolazioni del Nordafrica.
Il suo primo lavoro è una grammatica completa della lingua cabila (1858), elaborata con la collaborazione dell'interprete Si Said ou Ali (nato a Ighil Ouammas nel 1829). È la prima grammatica di questo parlare berbero, e nonostante il secolo e mezzo trascorso dalla sua pubblicazione mantiene tuttora un interesse non trascurabile per gli studi su questa lingua. La grammatica non si limita ai parlari della Cabilia, ma contiene anche numerosi confronti con le altre varietà di berbero, in particolare il tuareg, di cui vengono anche pubblicate alcune brevi iscrizioni in caratteri tifinagh, tra le prime ad essere conosciute.

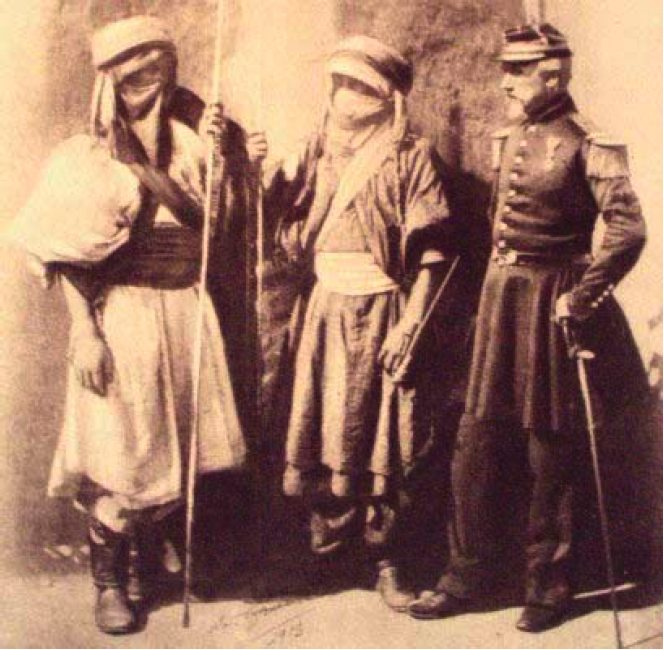
Il generale Hanoteau a Laghouat insieme a due tuareg con cui effettuò una revisione della sua Grammatica tuareg (aprile 1858)

Il suo lavoro successivo (1860) è una grammatica completa della lingua dei Tuareg, da lui scritta in gran parte con l'ausilio di Salem ag Mohammed, ex-schiavo della tribù degli Isaqqamaren (che per la verità era di madrelingua Hausa), le cui informazioni poté verificare nel 1858 approfittando del passaggio a Laghouat e poi ad Algeri di alcuni nobili Imushagh (i loro nomi erano Bedda ag Idda, R'othman ag Elhadj Bekri, Mokhammed Abéki e Titi; appartenevano tutti alla tribù degli Ifour'as dell'Azger). Molto vivida la descrizione del suo incontro con i primi "veri" tuareg dopo questo studio a tavolino con un unico parlante, per giunta non nativo:
(Hanoteau 1860, p. XXIX)
Confermando il proprio interesse per il complesso del berbero, al di là delle singole varietà, Hanoteau produsse anche una cartina, annessa a questo lavoro, in cui erano indicate le località dell'Algeria in cui si parlava il berbero, con una elencazione analitica delle zone berberofone regione per regione. Tale cartina è oggi di estrema importanza per permettere di valutare l'evoluzione della situazione linguistica in Algeria. Un dato importante, per esempio, è l'esistenza di un sottile corridoio berberofono che univa la Cabilia e l'Aurès, che oggi invece sono due "isole" berberofone separate tra loro.
Anche se le due grammatiche furono un esempio di precisione e sistematicità tale da fornire un modello per molti lavori successivi, le opere che ancor oggi conservano un notevole valore scientifico sono soprattutto le due che egli dedicò ai diversi aspetti della cultura della Cabilia: la raccolta di poesie popolari (1867) e il grande studio complessivo sulla regione in tre volumi (1872-73, in collaborazione con A. Letoureux).

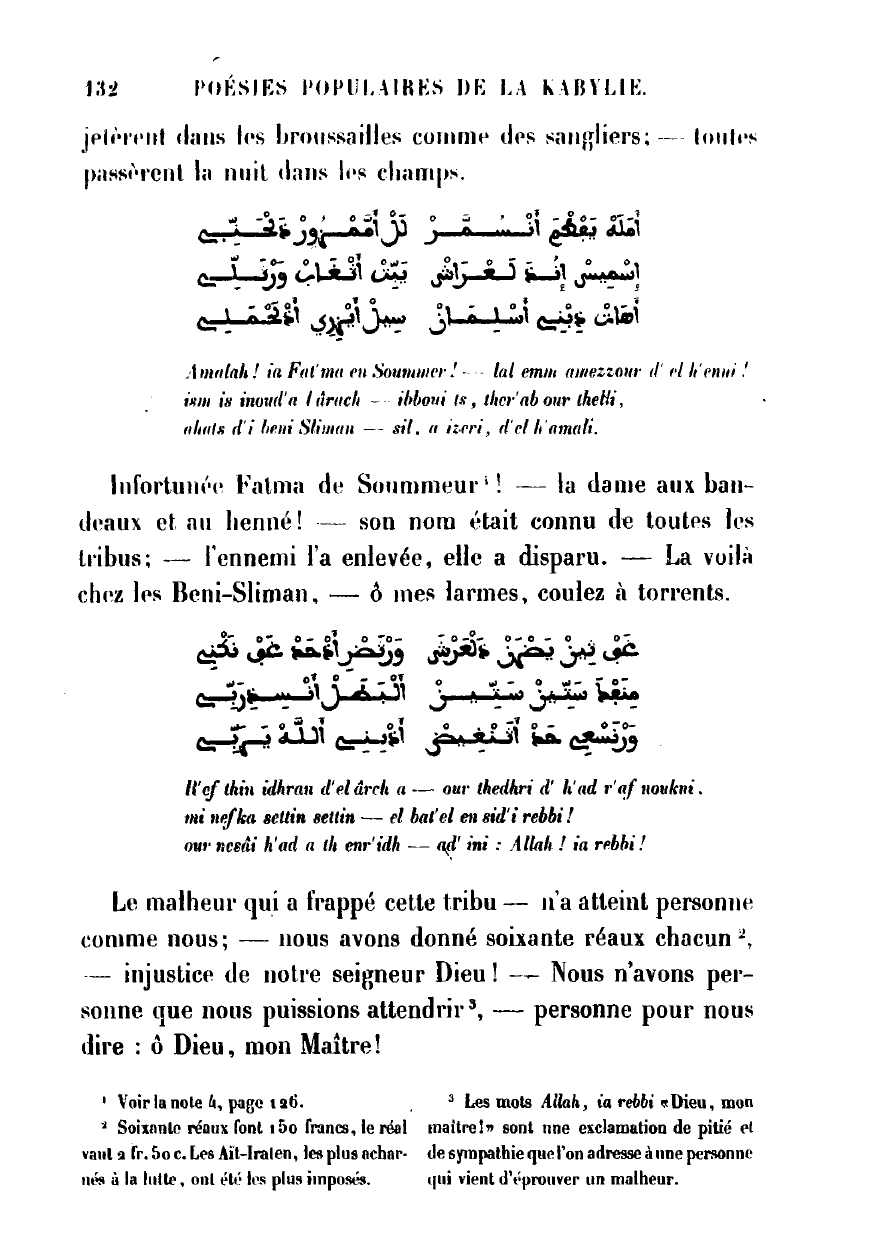
Una pagina delle Poesie popolari della Cabilia.

La raccolta di Poesie popolari della Cabilia del Jurjura venne effettuata con l'ausilio del marabutto Si Moula n Ait Ameur, che essendo in grado di leggere e scrivere trascrisse le poesie in caratteri arabi, e gli fornì poi molte spiegazioni. La ricchezza dei dati raccolti in questo volume (53 poesie su 475 pagine) e la precisione di testi e traduzioni permette di avere un panorama quasi completo dei vari tipi di composizioni poetiche cabile del XIX secolo, che ancora oggi non è stato messo a frutto adeguatamente con studi su forme e temi letterari ivi contenuti.

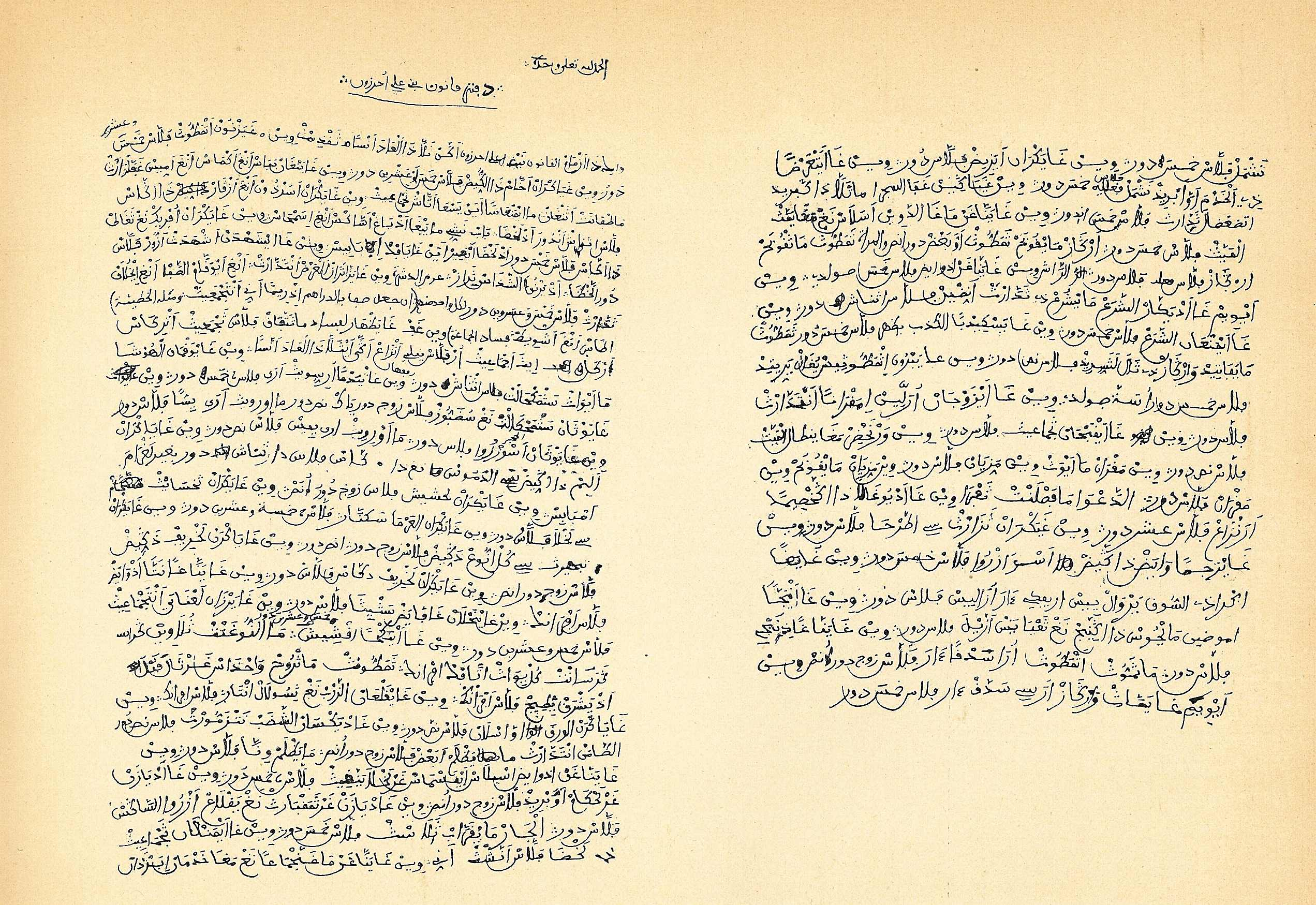
Il qanun degli At Ali u Herzun, raccolto insieme a tanti altri dal generale Hanoteau.

Infine, il colossale lavoro su La Cabilia ed i costumi cabili, redatto in collaborazione con il giurista Aristide Letourneux, consigliere alla corte di appello di Algeri, fu il frutto di lunghi anni di lavoro e costituisce il coronamento degli studi di Adolphe Hanoteau. Già intorno al 1859 egli aveva cominciato a raccogliere materiali per un'opera che dapprincipio riteneva di modeste proporzioni, ma fu solo nel 1863, dopo aver fatto conoscenza con Letourneux, che concepì, insieme a quest'ultimo, il piano dell'opera e cominciò a lavorare ad essa sistematicamente. Il lavoro proseguì più intensamente nel 1864 e 1865, e poi, con qualche rallentamento nei due anni successivi, venne finalmente concluso nel 1868 (la pubblicazione effettiva avvenne alcuni più tardi per via di intralci non solo amministrativi: vi furono perfino gli eventi della Comune di Parigi che fecero disperdere il manoscritto). Nei tre volumi (recentemente riediti) vengono documentati con minuzia di particolari tutti gli aspetti della regione della Cabilia: dalla geologia alla flora e fauna, alla popolazione. Riguardo a quest'ultima, oltre alle statistiche, alle suddivisioni amministrative, alle risorse economiche, viene esaminato a fondo l'insieme delle norme che formano il diritto consuetudinario dei singoli villaggi e tribù. Due volumi su tre sono consacrati alla trattazione dei qanun cabili, 20 dei quali vengono presentati in traduzione integrale e una trentina in estratto. Sono documenti che Hanoteau raccolse dapprima in modo occasionale, poi in maniera sistematica, con l'appoggio anche dell'autorità militare, interessata a fissare per iscritto il diritto consuetudinario delle popolazioni locali. E grazie a questo lavoro oggi il diritto consuetudinario della Cabilia è quello meglio conosciuto tra le popolazioni berbere del Nordafrica.
Tra i riconoscimenti che vennero tributati alla qualità delle sue opere scientifiche vi è l'attribuzione del Prix Volney nel 1860 e la nomina, nel 1873, a membro corrispondente dell'Académie des inscriptions et belles-lettres.